# Heping, Longxi
Heping är en socken i nordvästra Kina. Den ligger i Longxi härad i staden Dingxi i provinsen Gansu, omkring 150 kilometer sydost om provinshuvudstaden Lanzhou. Antalet invånare är 10 927. Befolkningen består av 5 489 kvinnor och 5 438 män. Barn under 15 år utgör 19,0 %, vuxna 15-64 år 69 %, och äldre över 65 år 10,0 %.